# US Sestese Calcio
US Sestese Calcio is een Italiaanse voetbalclub uit Sesto Calende die anno 2010 in de Eccellenza Lombardy speelt.
De club werd opgericht in 1913.
De officiële clubkleuren zijn wit en blauw.

## Bekende (ex-)spelers
- Christophe Nahimana